# Ubaldesca Taccini
Ubaldesca Taccini (Calcinaia, 1136 – Pisa, 28 maggio 1205) è stata una religiosa italiana, appartenente all'Ordine degli Ospitalieri di San Giovanni di Gerusalemme. È venerata come santa dalla Chiesa cattolica che la ricorda il 28 maggio.

## Biografia
Figlia di contadini, diventò religiosa presso il convento di San Giovannino di Pisa.
Si distinse per le pratiche ascetiche e per la cura delle persone malate e bisognose. Tra i tanti miracoli che le vengono attribuiti il più conosciuto resta quello della mutazione in vino dell'acqua del pozzo della chiesa del Santo Sepolcro di Pisa.

## Culto
Viene venerata come santa in particolare nel contado pisano, nell'arcipelago maltese e dai membri dell'Ordine di Malta.
Papa Sisto V (1585-1590) concesse l'indulgenza plenaria per tutti coloro che avessero visitato la chiesa maltese il giorno 28 maggio.
Le reliquie di santa Ubaldesca sono attualmente custodite e venerate nella pieve di Calcinaia, paese natale della santa, dove erano state solennemente traslate il 24 maggio 1924 per volontà dell'arcivescovo di Pisa, cardinale Pietro Maffi, che aveva accolto le richieste dei calcinaioli, risentiti per la scarsità e la quasi scomparsa del culto di Ubaldesca presso la chiesa del santo Sepolcro di Pisa, che da tempo era stata abbandonata dall'Ordine di Malta.
La memoria liturgica della santa cade il 28 maggio.